# Anne Samson
Anne Adele Samson (27 de fevereiro de 1891 – 29 de novembro de 2004) era uma supercentenária canadense que aos 113 anos e 276 dias, era a freira viva mais velha do mundo, a pessoa viva mais velha do Canadá e a sétima pessoa viva mais velha do mundo.

## Biografia
Anne Samson nasceu em 27 de fevereiro de 1891 em Riviere Bourgeois, Condado de Richmond, Nova Escócia, a filha de Thomas Samson e Philomene Bourque. Ela tinha 9 irmãos, quatro dos quais eram irmãos e cinco eram irmãs. Depois que ela terminou a escola, ela se tornou uma professora em 1912, ensinando em uma escola em Truro, Nova Escócia.
Em 1917, ela fez seus votos finais como membro dos Filles de Jesus. Depois de levá-los, ela voltou para Nova Escócia e continuou ensinando por outros 30 anos, se aposentando em 1947. Seu pai faleceu em 1927 aos 84 anos. Samson mudou-se para Quebec e ficou ali por 10 anos. Enquanto ela estava lá, sua mãe morreu aos 96 anos. Ela retornou às Províncias Marítimas para fazer trabalhos de meio período até 1976, quando ela se mudou para a Casa Mãe da Ordem em Nova Brunswick.
Nos últimos anos, ela gostava de escrever poesia e músicas. Samson quebrou seu quadril com 95 anos, o que a deixou incapaz de andar, mas estava escrevendo e compondo muito além do 100.º aniversário. Nos últimos anos, ela ficou acamada, mas ainda assim dizia que ainda adora o chocolate, apesar de não ter dentes. Ela tornou-se a pessoa viva mais velha do Canadá em 19 de marco de 2002 após a morte de Evangeline Saulnier.
Anne Samson faleceu em 29 de novembro de 2004 aos 113 anos e 276 dias. Ela foi sobrevivida por vários sobrinhos e sobrinhas. Apos sua morte, Julie Winnefred Bertrand tornou-se a pessoa viva mais velha do Canadá.